# 唐纳森维尔 (路易斯安那州)
唐纳森维尔（英語：Donaldsonville），是美国路易斯安那州下属的一座城市。根据2010年美国人口普查，该市有人口7,436人。建置上，属于“city”。